# Bondspresident van Duitsland

Logo

De bondspresident (Duits: Bundespräsident) is het staatshoofd van de Bondsrepubliek Duitsland. De functie van bondspresident is voornamelijk ceremonieel; de uitvoerende macht ligt bij de bondsregering onder leiding van de bondskanselier. De bondspresident wordt gekozen door de Bondsvergadering, die deze verkiezing als enige taak heeft.
De huidige bondspresident is sinds 19 maart 2017 Frank-Walter Steinmeier (SPD). Hij volgde Joachim Gauck op, die in verband met zijn leeftijd geen nieuwe termijn ambieerde.

## Geschiedenis

### Tijdperk van de monarchie

Reichsverweser Johan van Oostenrijk, 1848

In het Heilige Roomse Rijk kozen zeven (later meer) keurvorsten een van de Duitse vorsten tot keizer. Na het tijdperk van de Franse Revolutie en Napoleon Bonaparte ontstond de Duitse Bond als een statenbond van de Duitse landen. Duitsland bestond toen uit ca. 40 staten, waarvan het keizerrijk Oostenrijk en het koninkrijk Pruisen de belangrijkste waren. De Duitse Bond had géén staatshoofd, maar in de Bondsdag, het enige orgaan, was de Oostenrijkse afgezant de voorzitter. Daarom werd hij Präsidialgesandter en in Oostenrijk de Präsidialmacht genoemd ook al waren deze titels niet met extra macht verbonden.
Tijdens de maartrevolutie ontstond een revolutionair Duitse Rijk. De Nationale Vergadering van Frankfurt koos op 28 juni 1848 aartshertog Johan van Oostenrijk tot 'Reichsverweser', een voorlopig staatshoofd. Johan was het eerste democratisch gekozen staatshoofd voor geheel Duitsland. In maart 1849 koos de Nationale Vergadering Frederik Willem IV, de Pruisische koning, tot Duitse keizer, maar hij wees dit ambt af omdat hij van mening was dat alleen de monarchen van de andere Duitse landen hem de keizerskroon konden verlenen, zoals ten tijde van het Heilige Roomse Rijk gebruikelijk was, en niet een volksvertegenwoordiging.
Na de ontbinding van de Duitse Bond, in 1866, richtten Pruisen en andere staten de Noord-Duitse Bond op, een federale staat. De grondwet voorzag een Bundespräsidium als staatshoofd, ook al werd het niet zo uitdrukkelijk benoemd. Deze benaming werd bewust gekozen in plaats van een meer republikeins klinkende titel als Bundespräsident.
De houder van het Bundespräsidium was volgens de grondwet steeds de koning van Pruisen. Het Bundespräsidium benoemde de bondskanselier/rijkskanselier en was opperbevelhebber van het leger. Weliswaar had het Bundespräsidium geen rol bij de wetgeving, die was overgedragen aan Rijksdag en Bundesrat. Voor alle handelingen van het Bundespräsidium was het contraseign van de kanselier nodig (art. 17). Het staatshoofd was dus geen autocraat. De Duitse staten binnen de Noord-Duitse Bond behielden hun vorsten als regionaal staatshoofd.
In 1870/1871 traden ook de Zuid-Duitse staten tot de Noord-Duitse Bond toe, en de naam van de monarchistische federale staat veranderde officieel in het  Duitse Rijk. Het Bundespräsidium kreeg de titel Deutscher Kaiser erbij. Pas ná het tijdperk van de monarchie werd de periode van 1871-1918  'Duitse keizerrijk' genoemd.

### Weimarrepubliek en nationaalsocialisme

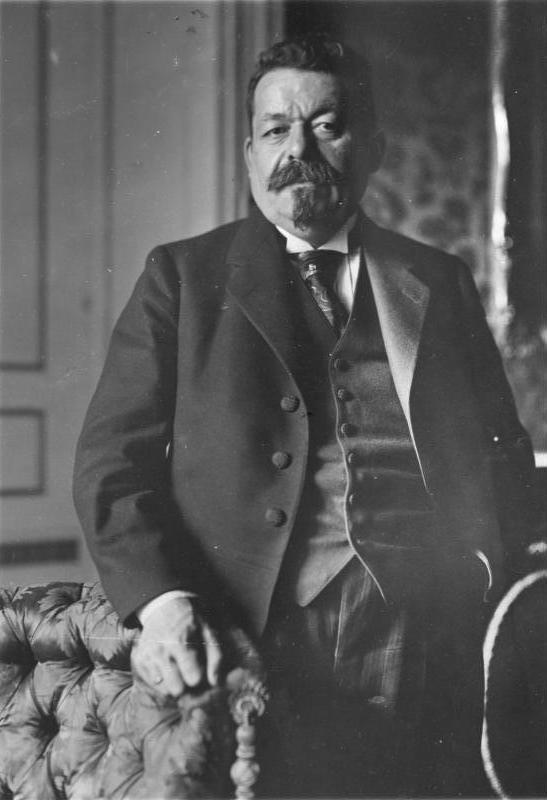
Friedrich Ebert van de sociaaldemocratische partij was het eerste staatshoofd van Duitsland dat niet van adel was. Gekozen werd hij wel in februari 1919 nog door de Nationale Vergadering, niet door het volk.

In 1918/1919, na de verloren Eerste Wereldoorlog, kwam de monarchie ten val tijdens de 'novemberrevolutie' en werd de Duitse federale staat een republiek. Deze Weimarrepubliek kende een 'Rijkspresident' als staatshoofd. Zijn bevoegdheden waren veelal vergelijkbaar met het Bundespräsidium. De door de rijkspresident benoemde regering moest wel opstappen op verzoek van het parlement. De rijkspresident werd door het volk gekozen, voor zeven jaar.
De feitelijke positie van de rijkspresident was sterker dan de door de Nationale Vergadering van Weimar gedachte meer ceremoniële rol: hij kon in noodgevallen via nooddecreten de openbare orde in stand houden, bijvoorbeeld in het geval van regionale opstanden (art. 48). Maar deze 'noodgevallen' kwamen steeds vaker voor en met deze decreten nam hij na 1930 gedeeltelijk de wetgeving over, omdat het parlement zo verdeeld was dat het soms niet anders kon. De laatste rijkspresident maakte het met zijn bevoegdheden mogelijk dat kanselier Adolf Hitler dictator kon worden. In 1934, na de dood van rijkspresident Hindenburg, maakte Hitler zichzelf regeringsleider en staatshoofd in één persoon.

### Na 1945
Na de Tweede Wereldoorlog wilden de politici de macht en de rechten van het staatshoofd beperken wegens de rol die deze in de opkomst van Hitler had gespeeld. In de grondwet van de DDR werd, tenminste op papier, het parlement sterker gemaakt. De Präsident der Republik had een meer ceremoniële functie, en in 1960 werd dit ambt door een collectief staatshoofd vervangen, de Staatsraad.
In het Westen kwamen in augustus 1948 vertegenwoordigers van de deelstaten op Herrenchiemsee bij elkaar en werden het eens over enkele belangrijke beginselen voor een nieuwe Duitse staat: de Bondsrepubliek Duitsland. Een minderheid van dit Verfassungskonvent auf Herrenchiemsee wilde dat de voorzitters van het parlement en de senaat samen met de bondskanselier een collectief staatshoofd vormden. De meerderheid echter was voor een bondspresident die door het parlement en de senaat werd gekozen.
Deze laatste richting zette zich ook door in de Parlementaire Raad, het grondwetgevende orgaan gekozen door de West-Duitse deelstaatsparlementen. De bondspresident kreeg een vooral ceremoniële rol, terwijl de positie van de bondskanselier werd versterkt.

## Bevoegdheden en taken
De bondspresident sluit namens Duitsland internationale verdragen en hij vertegenwoordigt de staat door het afleggen en ontvangen van staatsbezoeken. Hij kondigt wetten af, verleent gratie, en benoemt de bondsrechters, bondsambtenaren, officieren en onderofficieren, maar zijn handtekening is slechts geldig bij medeondertekening door de bondskanselier of een verantwoordelijk federaal minister.
Bij afwezigheid van de bondspresident worden zijn taken waargenomen door de voorzitter van de Bondsraad en niet, zoals in de Weimarrepubliek (tot een grondwetswijziging in december 1932), door de kanselier.

### Totstandkoming van een nieuwe regering

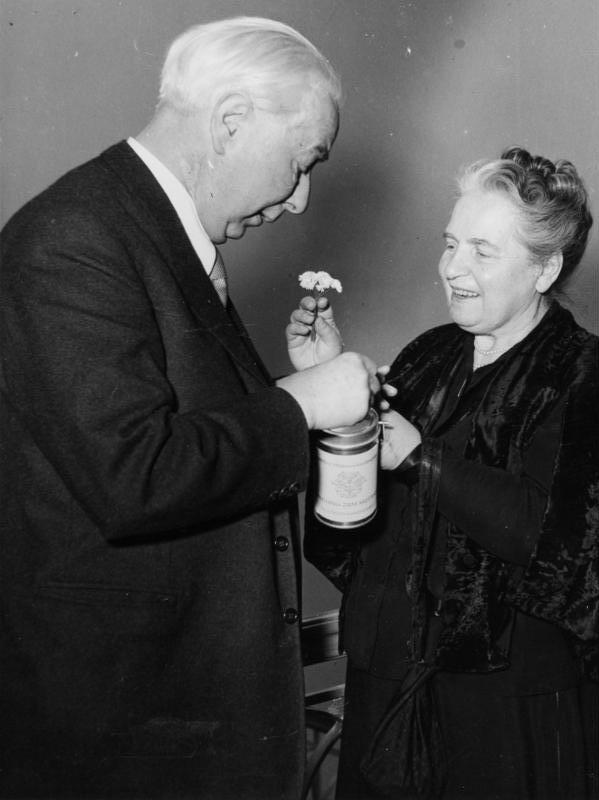
De eerste bondspresident Theodor Heuss met zijn vrouw Elly in 1950

De bondsregering bestaat uit de bondskanselier (de regeringsleider) en de bondsministers. Ze worden door de bondspresident benoemd. Gekozen wordt de bondskanselier echter door het parlement, de Bondsdag. De bondsministers worden benoemd op voorstel van de bondskanselier.
Wanneer (normaliter na verkiezingen) een nieuwe regering nodig is, heeft de bondspresident gesprekken met de politieke partijen en stelt daarna een kandidaat voor bondskanselier aan de Bondsdag voor. Als de absolute meerderheid van de Bondsdagleden die kandidaat kiest, moet de bondspresident hem tot bondskanselier benoemen. Tot nu toe zijn alle bondskanseliers op die manier in hun ambt gekomen.
Krijgt de kandidaat van de bondspresident geen absolute meerderheid, kent de grondwet de volgende procedure: De Bondsdag heeft 14 dagen de tijd om met een eigen kandidaat voor bondskanselier te komen; een voorstel moet door een kwart van de leden worden ondersteund.
Wordt er geen kandidaat met een absolute meerderheid gekozen, komt het tot een laatste stemgang. Als de kandidaat een absolute meerderheid krijgt, móet de bondspresident hem benoemen. Krijgt hij alleen een relatieve meerderheid, mag de bondspresident hem benoemen of de Bondsdag ontbinden. De bondspresident kan dus beoordelen of de kandidaat wel door voldoende oppositieleden wordt getolereerd.

### Ontbinden van het parlement
De bondspresident heeft verder een belangrijke rol bij het ontbinden van het parlement. Dit is een ingewikkelde procedure. De bondskanselier kan aan de Bondsdag de Vertrauensfrage stellen. Hij of zij vraagt daarmee of de meerderheid van het parlement hem of haar zijn of haar vertrouwen geeft. Als een meerderheid tegen hem of haar is, dan kan de bondskanselier de bondspresident vragen om de Bondsdag te ontbinden. Zo is het in 1972, 1982, 2005 en 2024 gebeurd.
Dit is bijna de enige manier om de Bondsdag te ontbinden. In 1982 en 2005 liet de bondskanselier de Bondsdag ontbinden ofschoon hij/zij wel een meerderheid had; critici vinden het nee-stemmen van leden van de regeringspartijen oneerlijk en tegen de zin van de grondwet in. Rechtszaken van ontevreden Bondsdagleden bleven echter succesloos. Vooral in 2005 bevestigde het constitutioneel gerechtshof dat het stellen van de vertrouwensvraag een instrument van de bondskanselier is dat hij/zij volgens zijn/haar eigen inschatting van de situatie mag gebruiken. Ook de bondspresident is vrij om te beslissen of hij/zij het parlement laat ontbinden.

## Verkiezing

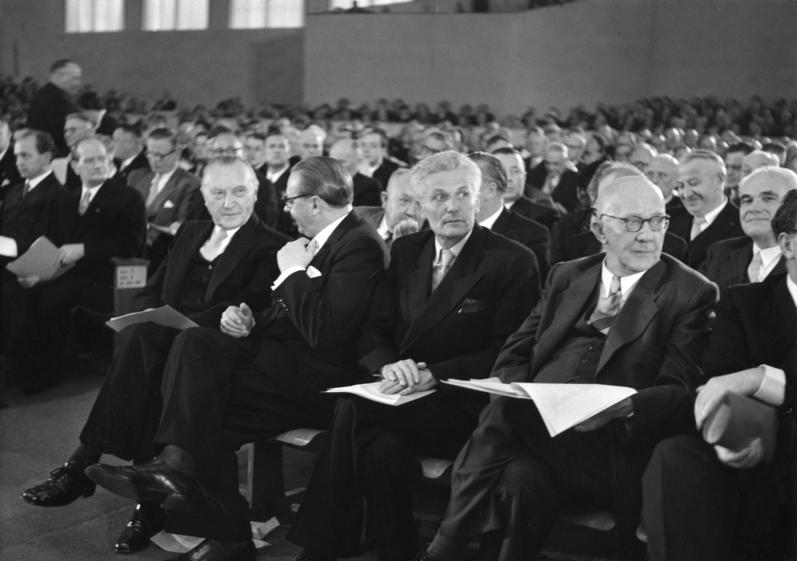
Bondsvergadering in 1954 in Bonn

De bondspresident wordt voor een periode van vijf jaar gekozen door de bondsvergadering (Bundesversammlung), die uitsluitend voor deze gelegenheid bijeenkomt. De vergadering bestaat uit de leden van de Bondsdag en evenveel afgevaardigden van de parlementen van de 16 deelstaten (in 2017: een kleine 1260 afgevaardigden). De deelstaatafgevaardigden hoeven geen deel uit te maken van de regionale parlementen of de deelstaatregeringen. Vaker zijn het bekende Duitsers zoals bondscoach Joachim Löw, actrice Iris Berben of travestie-ster Olivia Jones, of burgers die op deze manier voor maatschappelijk engagement worden beloond.
Verkiesbaar voor het ambt van bondspresident zijn alle Duitsers die het actief kiesrecht voor de Bondsdag bezitten en de leeftijd van veertig jaar hebben bereikt. Herverkiezing van een zittende bondspresident is slechts één keer mogelijk (artikel 54 van de Duitse grondwet). Het is gebruikelijk dat de leiders van de Bondsdagpartijen met elkaar afspreken wie ze willen als kandidaat. Vaak heeft de federale regeringscoalitie een meerderheid in de bondsvergadering, zodat de facto de bondskanselier samen met zijn coalitiepartner min of meer kan bepalen wie de volgende bondspresident wordt.
De afgevaardigden van de bondsvergadering stemmen zonder debat en in een geheime stemming voor een kandidaat. Om te worden verkozen dient een kandidaat de absolute meerderheid te behalen. Als na twee stemrondes geen van de kandidaten de absolute meerderheid heeft weten te behalen, vervalt in een derde en laatste ronde dat vereiste en wordt de kandidaat met de meeste stemmen tot bondspresident verkozen.
De bondsvergadering moet ten laatste dertig dagen voor afloop van de ambtsperiode van de president samenkomen, of, indien een president zijn ambt niet gedurende de volle periode heeft uitgeoefend, binnen de dertig dagen ná het ambtseinde. Sinds 1979 kwam de bondsvergadering op 23 mei samen, de dag van de afkondiging van de Grondwet in 1949. In 2010 werd de president op 30 juni gekozen, na het voortijdig aftreden van de vorige president op 31 mei van dat jaar.
Na zijn verkiezing begint de ambtsperiode met de beëdiging, die plaatsvindt in een gemeenschappelijke zitting van Bondsdag en Bondsraad, en sinds 1969 gehouden op 1 juli (in 2017: 18 maart). De eed is door artikel 56 van de grondwet voorgeschreven: "Ich schwöre, daß ich meine Kraft dem Wohle des deutschen Volkes widmen, seinen Nutzen mehren, Schaden von ihm wenden, das Grundgesetz und die Gesetze des Bundes wahren und verteidigen, meine Pflichten gewissenhaft erfüllen und Gerechtigkeit gegen jedermann üben werde. So wahr mir Gott helfe." ("Ik zweer dat ik mijn kracht aan het wel van het Duitse volk zal wijden, de baten ervan zal vermeerderen, nadelen ervoor zal vermijden, de grondwet en de wetten van de bond zal vrijwaren en verdedigen, mijn plichten gewetensvol zal vervullen en rechtvaardigheid tegenover iedereen zal uitoefenen. Zo helpe mij God.).
De eed mag ook zonder de religieuze toevoeging uitgesproken worden (in het tijdperk van de Weimarrepubliek was dat andersom, het religieuze deel mocht toegevoegd worden). Als de bondspresident voor een tweede termijn is gekozen vindt geen nieuwe beëdiging plaats.

## Optreden

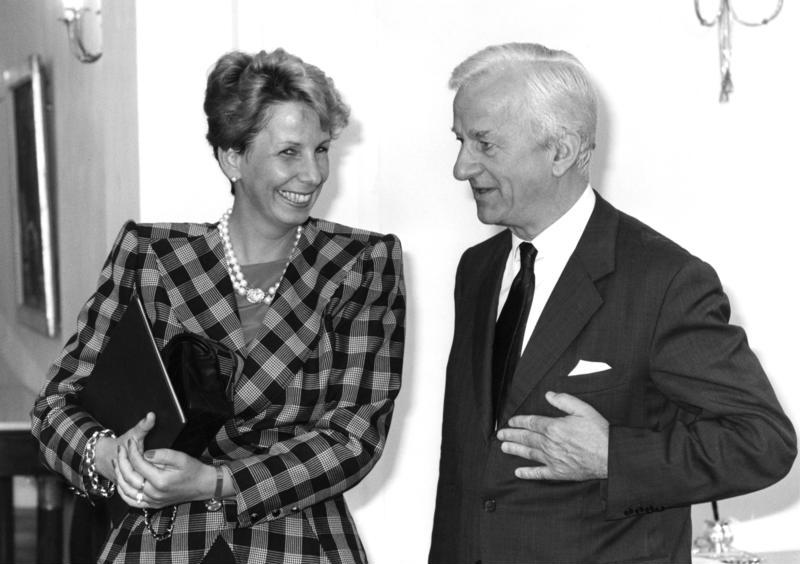
Bondspresident Richard von Weizsäcker met Sabine Bergmann-Pohl, de laatste voorzitster van het DDR-parlement en tevens staatshoofd van de DDR, 1990

De president mag geen deel uitmaken van de regering of van een wetgevende vergadering van de bond of van een deelstaat. Hij mag geen ambt uitoefenen, geen handel drijven en geen beroep uitoefenen. Hij mag ook geen zitting hebben in controlerende organen van ondernemingen (artikel 55 van de grondwet). Net als parlementsleden geniet hij parlementaire onschendbaarheid.
De bondspresident wordt geacht als staatshoofd boven de partijen te staan, een zekere afstand tot de politiek van alledag te bewaren en niet polariserend op te treden. Zijn partijlidmaatschap laat hij rusten. Hij bemoeit zich in de regel niet met actuele, partijpolitiek omstreden kwesties. Dit is niet grondwettelijk bepaald maar traditie.
Toch speelt de president een rol in het maatschappelijke debat en bij discussies over fundamentele kwesties; het ambt is onpartijdig maar niet apolitiek. Een bekende gelegenheid waarbij dit gebeurt, is de 'Berliner Rede', genoemd naar een toespraak die toenmalig bondspresident Roman Herzog in 1997 hield en waarin hij de Duitsers opriep om de moedeloze stemming te laten varen en eindelijk serieus werk te maken van noodzakelijke hervormingen. Bondspresident Johannes Rau heeft deze traditie vanaf 2000 voortgezet en heeft in de jaren van zijn presidentschap onder meer gesproken over integratie en immigratie, gentechnologie, globalisering en de rol van Duitsland in de wereld.
Traditioneel houdt de bondspresident jaarlijks met Kerstmis een kersttoespraak die op televisie wordt uitgezonden. De kanselier spreekt op oud en nieuw; vóór 1970 was dit andersom.

## Verunglimpfungen satire
Het Duitse strafwetboek beschermt de staat en zijn symbolen. De persoon en het ambt van de bondspresident worden in § 90 tegen Verunglimpfung in het openbaar beschermd. Daarmee is een bijzonder zware belediging bedoeld. De maximale straf is vijf jaar gevangenis. In de praktijk komt het echter bijna nooit tot een veroordeling, ook, omdat gevallen alleen met uitdrukkelijke toestemming van de bondspresident worden vervolgd.
De politieke satire laat de bondspresident meestal met rust, alleen al omdat de bondspresident bijna geen politieke macht heeft. In de jaren 50 en nog later lag er zelfs een soort taboe op grappen maken over de bondspresident. Dit versoepelde echter met de tijd en al met bondspresident Lübke en zijn uitspraken werd de spot gedreven. Voorheen ongekend veel spot kreeg bondspresident Wulff in 2011 en begin 2012 te verduren vanwege diverse affaires rondom de financiering van zijn huis en geschenken vanuit de industrie.

## Afzetting
Artikel 61 van de grondwet voorziet in de mogelijkheid om de president af te zetten indien deze zich "opzettelijk" schuldig zou maken aan de schending van de grondwet of een bondswet. Van dit artikel werd nog nooit gebruik gemaakt.
Hiertoe moet dan een klacht ingediend worden bij het grondwettelijk hof (Bundesverfassungsgericht). Zo een klacht kan enkel ingediend worden door de Bondsraad of de Bondsdag. Om tot een klacht te komen moet minstens een vierde van de leden van de Bondsdag, of een vierde van de stemmen van de bondsraad, een aanvraag indienen tot neerleggen van een klacht, en dan moet de klacht met minimaal een tweederdemeerderheid in het betreffende orgaan goedgekeurd worden.
Stelt het grondwettelijk hof vast dat de president schuldig is, dan kan het de president afzetten. Indien dat nodig is, kan het hof hangende de procedure de president schorsen.

## Ehrenpatenschaft
Op verzoek van de ouders neemt de bondspresident het erepeetvaderschap (Ehrenpatenschaft) van het zevende kind uit een gezin op zich, of indien een dergelijk verzoek achterwege gebleven is, dat van een later geboren kind, doch voor slechts één kind per gezin. Op het moment van aanvraag dienen er minstens zeven in leven zijnde kinderen van dezelfde ouders, vader of moeder af te stammen. Geadopteerde kinderen worden hieraan gelijkgesteld. Ook dient het petekind de Duitse nationaliteit te bezitten.

## Bondspresidenten sinds 1949
Bijna alle bondspresidenten waren vóór hun aantreden actief in de politiek; ná hun ambtstermijn ging niemand terug naar de politiek, ook omdat ze meestal wat oudere heren waren. De jongste bondspresident was de 51-jarige Christian Wulff. Frank-Walter Steinmeier, Walter Scheel, Gustav Heinemann, Heinrich Lübke waren voormalige bondsministers. Richard von Weizsäcker, Johannes Rau en Christian Wulff waren burgemeester respectievelijk minister-president op deelstaatniveau. Minister op deelstaatniveau en later rechter aan het Bundesverfassungsgericht was Roman Herzog.

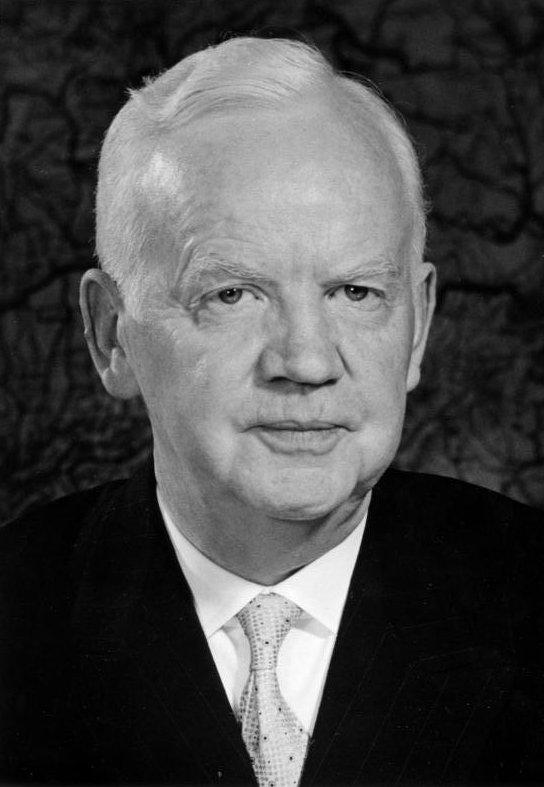
Heinrich Lübke (CDU), 1959-1969
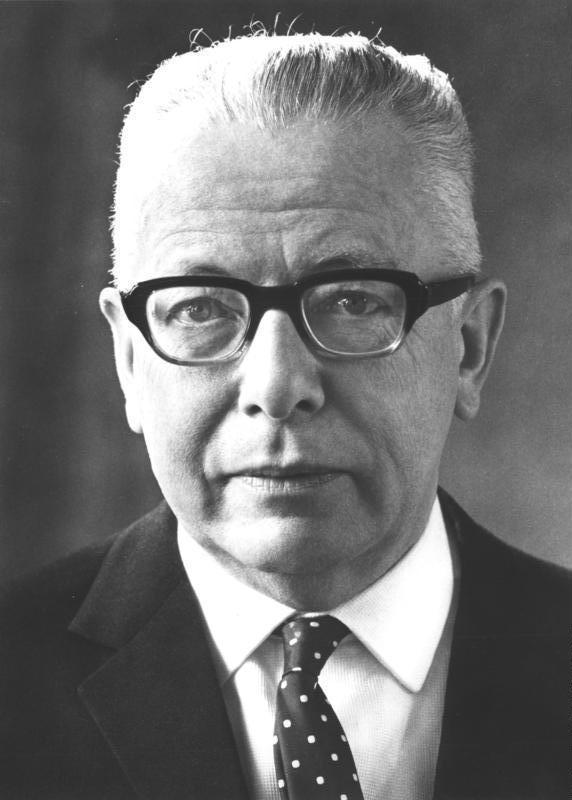
Gustav Heinemann (SPD), 1969-1974
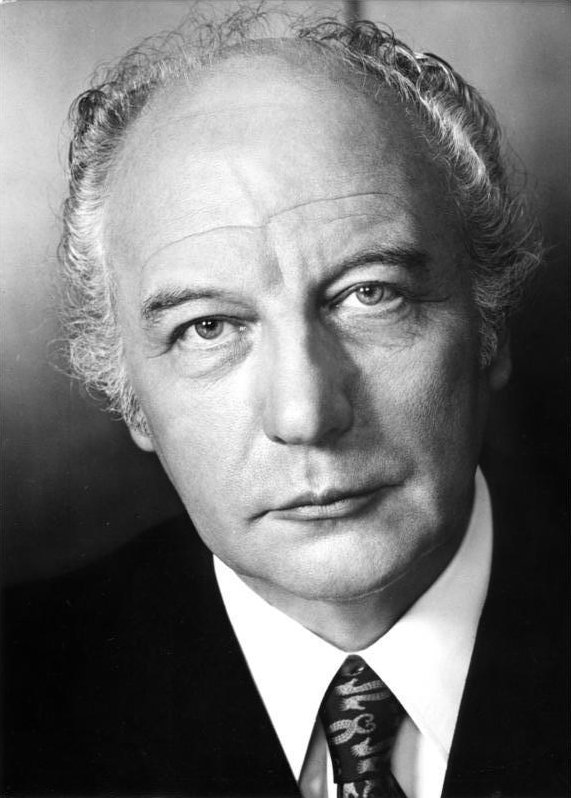
Walter Scheel (FDP), 1974-1979
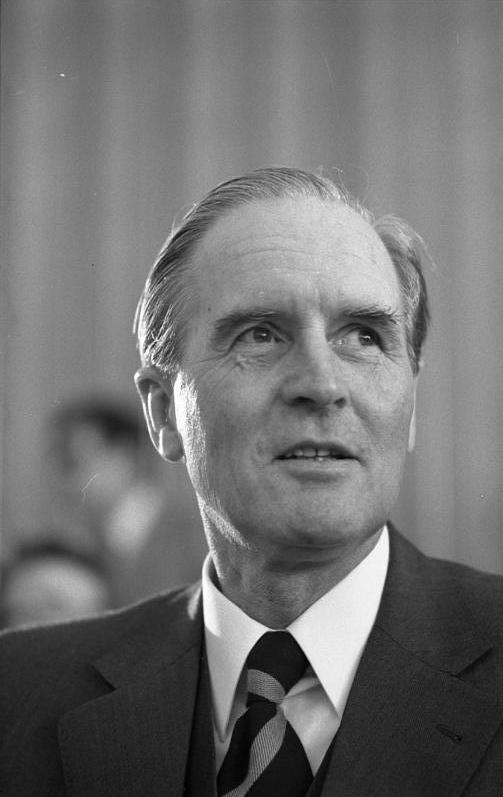
Karl Carstens (CDU), 1979-1984
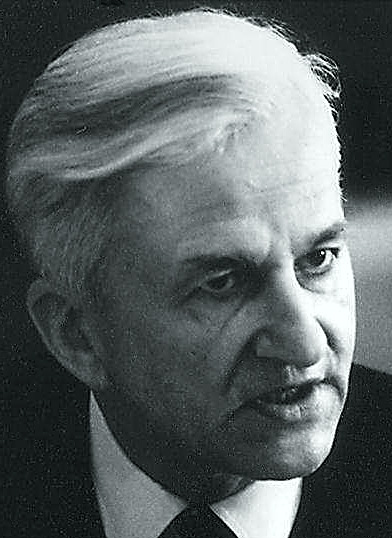
Richard von Weizsäcker (CDU), 1984-1994
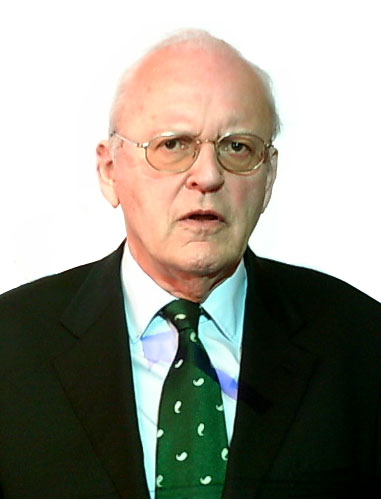
Roman Herzog (CDU), 1994-1999
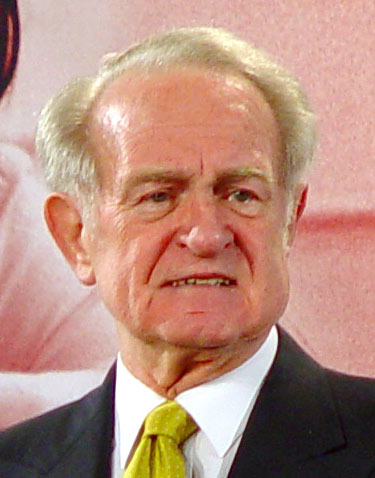
Johannes Rau (SPD), 1999-2004
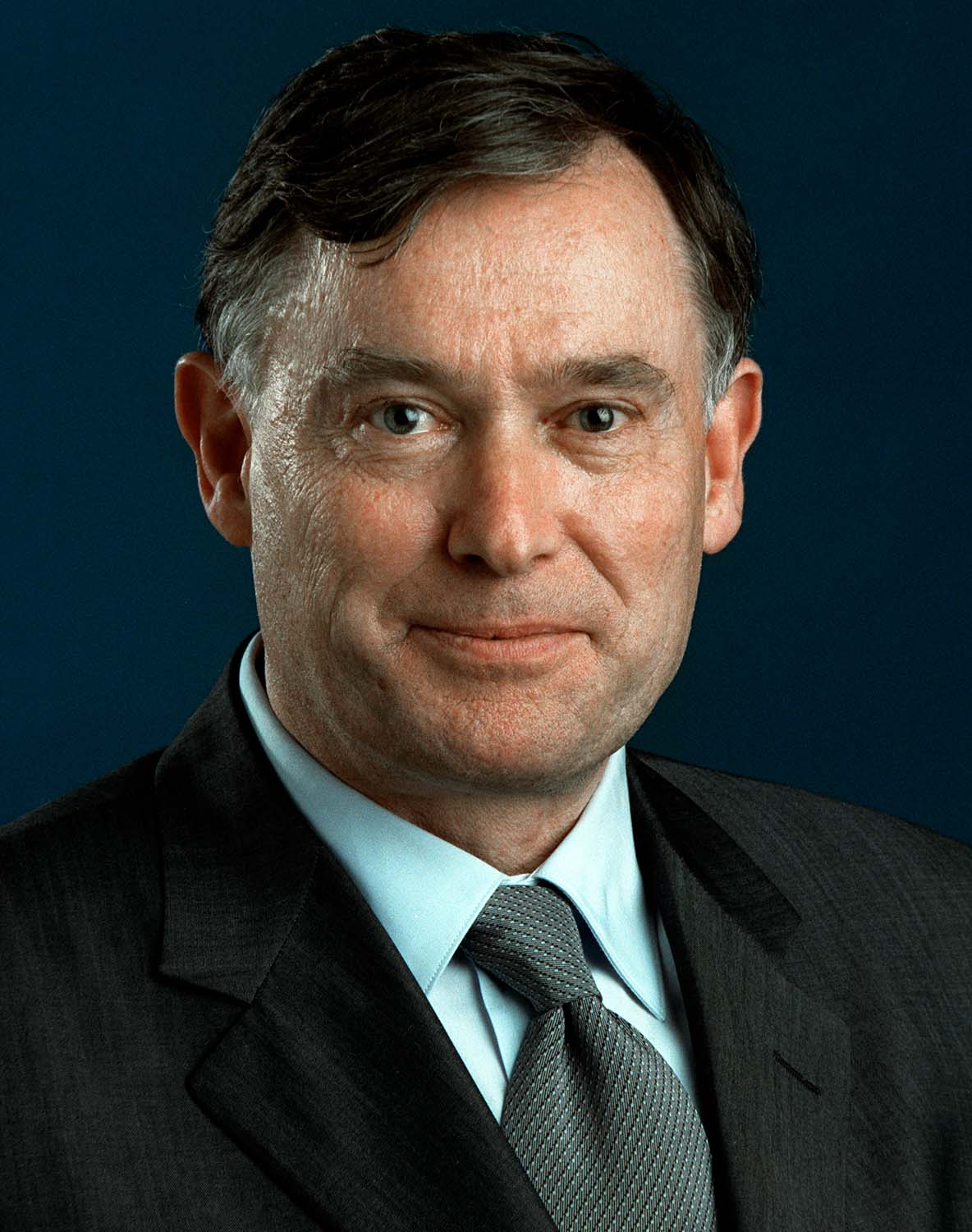
Horst Köhler (CDU), 2004-2010
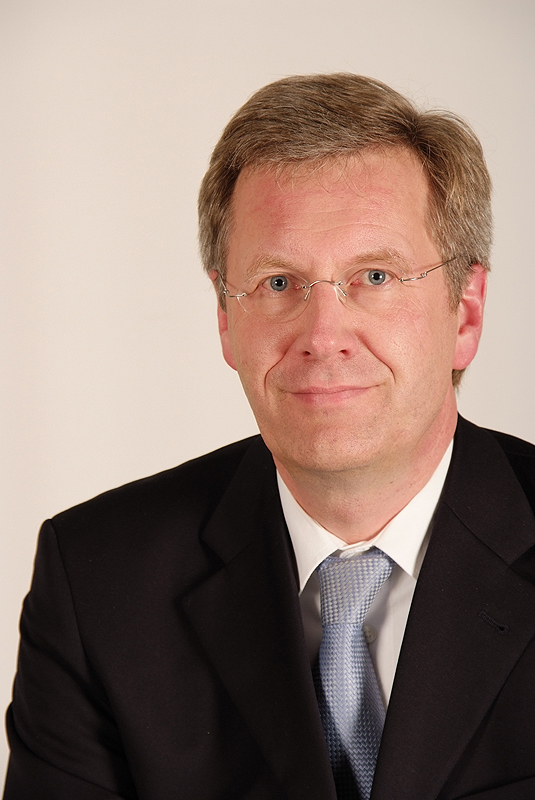
Christian Wulff (CDU), 2010-2012
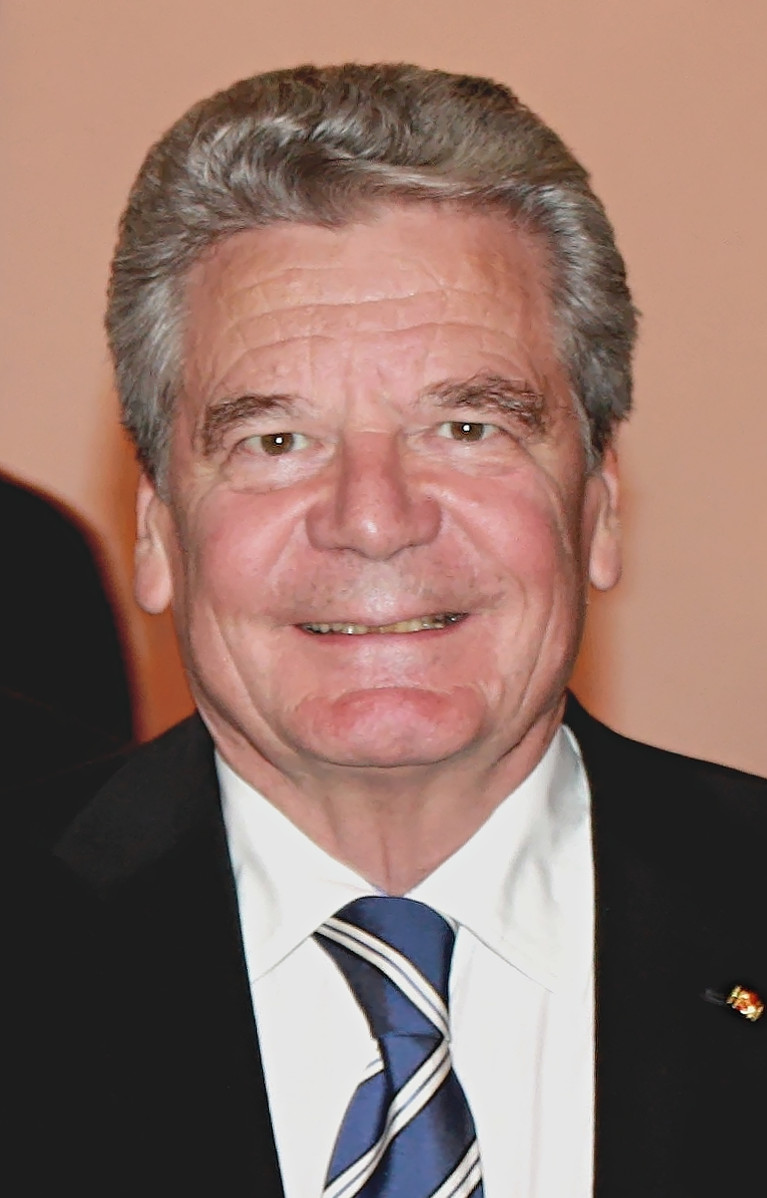
Joachim Gauck (partijloos), 2012-2017
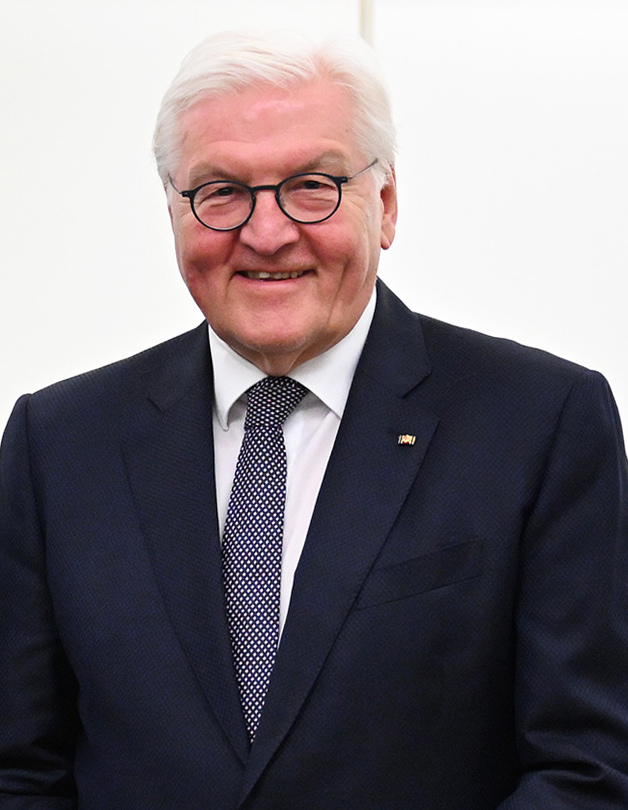
Frank-Walter Steinmeier (SPD), 2017-

## Residenties en administratie
De bondspresident resideert in Slot Bellevue (Schloss Bellevue) in Berlijn. In de tijd dat de Bondsrepubliek haar hoofdstad in Bonn had was de residentie de Villa Hammerschmidt. Die is nu de tweede residentie van de bondspresident.
De administratie van de bondspresident zit in het Bundespräsidialamt, in de buurt van Schloss Bellevue. Het gebouw uit de jaren 1996-1998 wordt vanwege zijn vorm ook Präsidentenei (ei van de president) genoemd. Hoofd van het Bundespräsidialamt is een staatssecretaris, de Chef des Bundespräsidialamtes. In 2008 kostten president en Bundespräsidialamt de Duitse belastingbetaler een kleine 25 miljoen euro.
De bondspresident verdient 10/9 van het salaris van de bondskanselier, ruim 210.000 euro (2013). Daarop komen 74.000 euro vergoeding voor de uitgaven voor het ambt, bijvoorbeeld voor bedienden in zijn residenties. Het wonen in de residenties is voor de bondspresident gratis. Een oud-president krijgt zijn salaris doorbetaald, zonder de vergoeding. Oud-presidenten hebben een eigen kantoor in het Bundespräsidialamt.

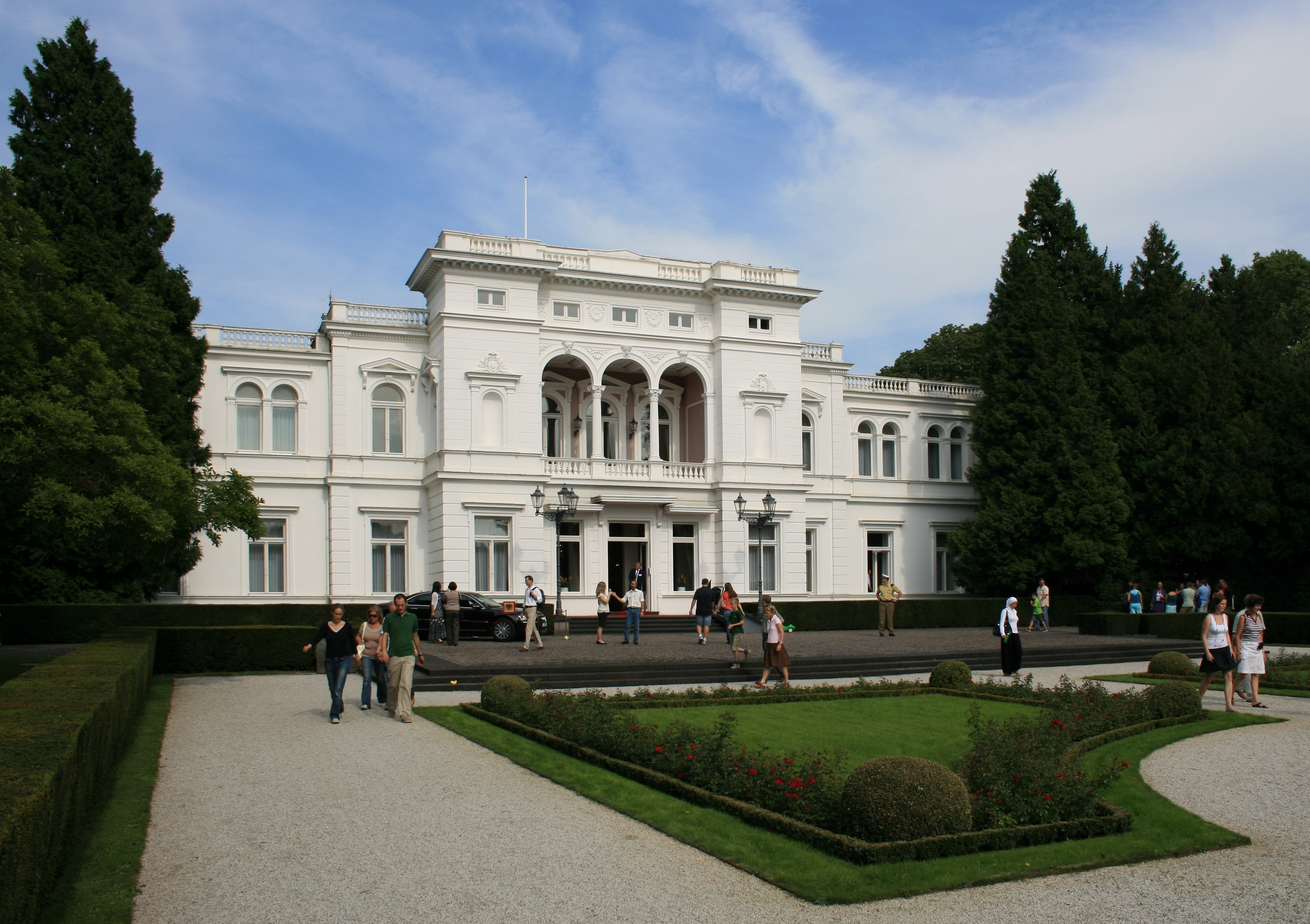
Villa Hammerschmidt, Bonn
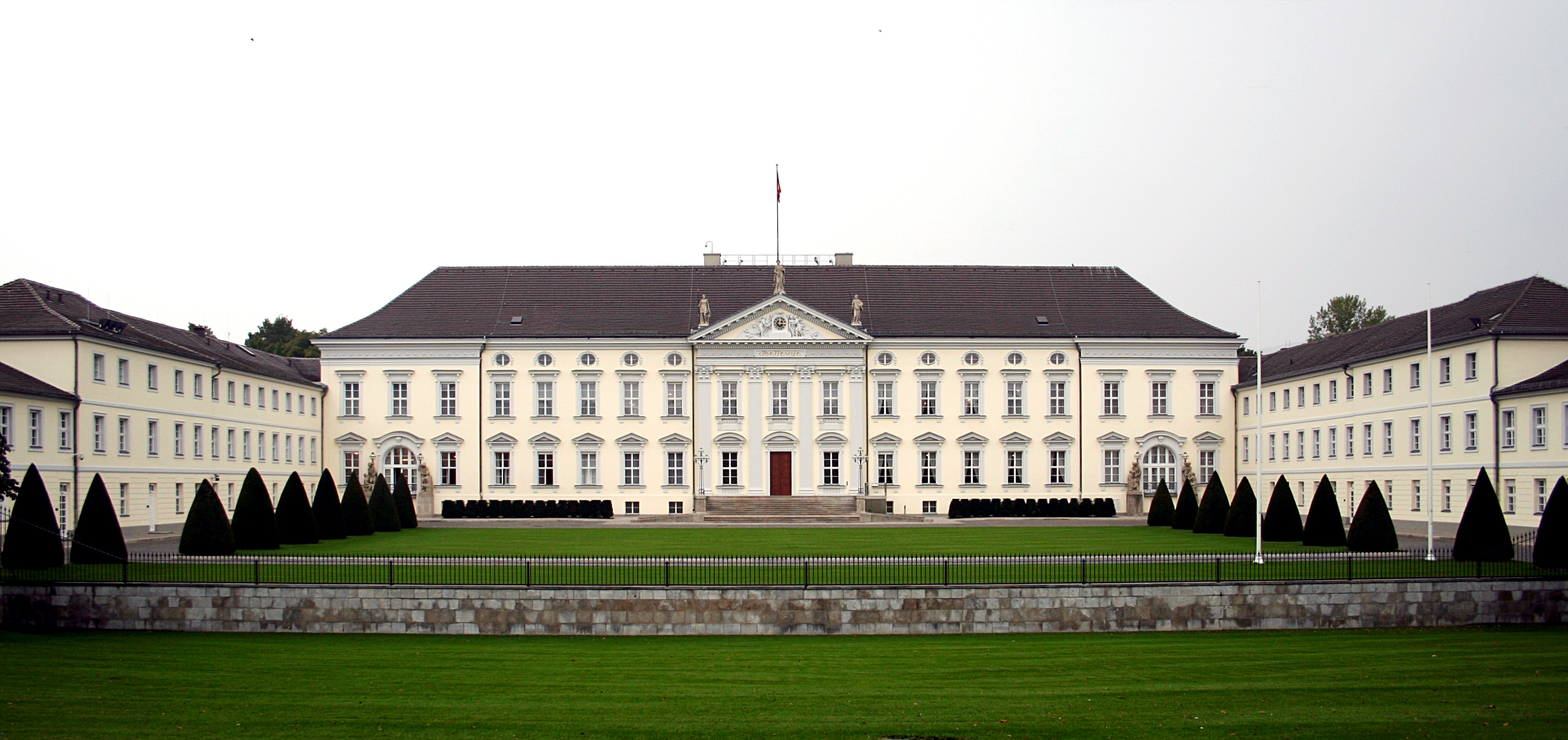
Schloss Bellevue, Berlijn
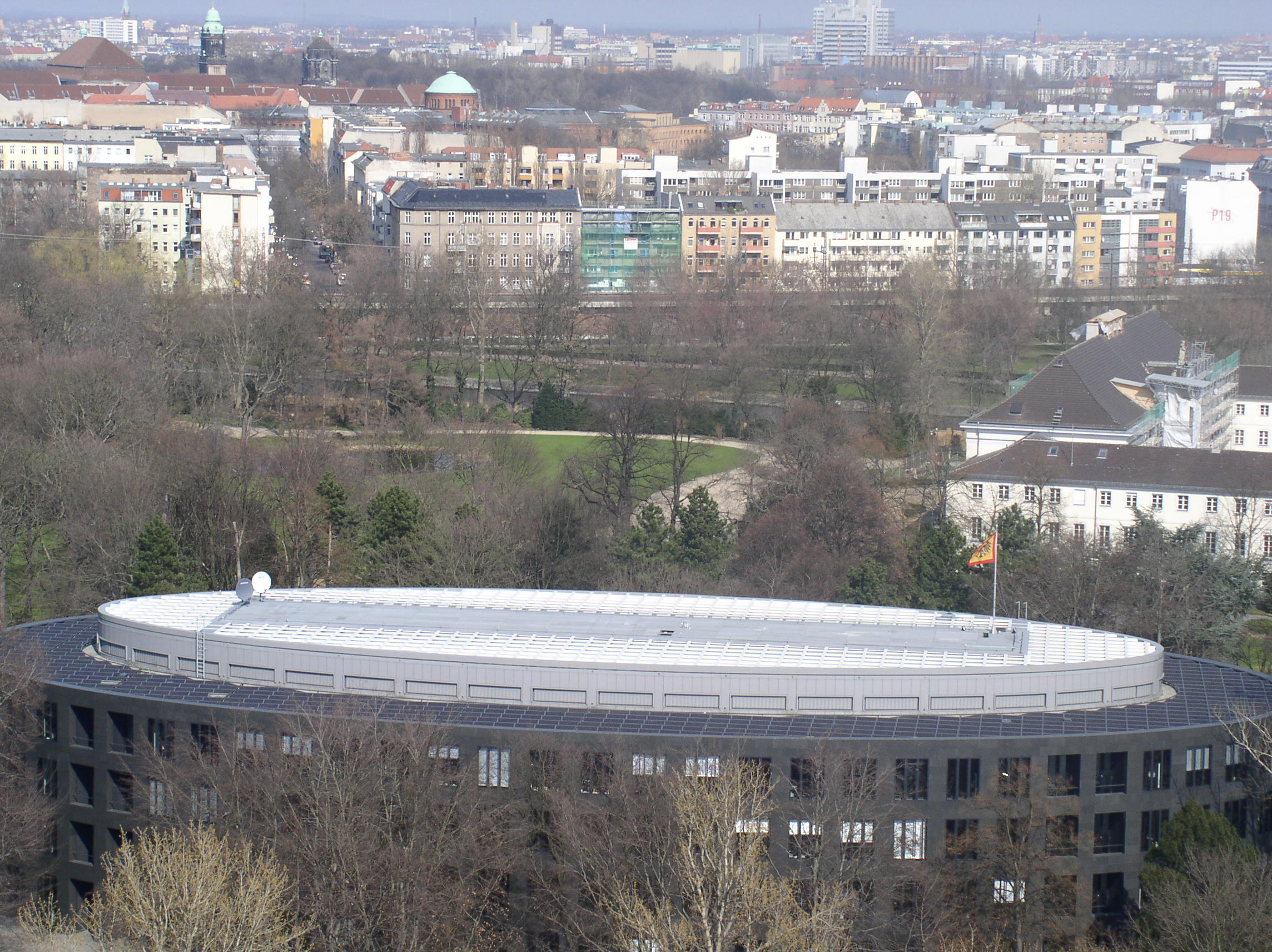
Bundespräsidialamt, Berlijn

## Trivia
- In 1973 nam bondsminister Walter Scheel een plaat op samen met een mannenkoor. Het gekozen lied was Hoch auf dem gelben Wagen. Eén jaar later werd hij bondspresident.
- De vrouw van Bondspresident Johannes Rau (1999-2004) is de kleindochter van Bondspresident Gustav Heinemann (1969-1974). Haar tante Uta Ranke-Heinemann was in 1999 eveneens kandidaat (van de PDS).
- Joachim Gauck is de enige bondspresident zonder lidmaatschap van een partij. Andere presidenten hebben hun lidmaatschap laten rusten voor de tijd van het presidentschap.

## Voetnoten
1. ↑  fd.nl, geraadpleegd op 19 maart 2017. Gearchiveerd op 9 mei 2021.
2. ↑  Ernst Rudolf Huber: Deutsche Verfassungsgeschichte seit 1789. Band I: Reform und Restauration 1789 bis 1830. 2e druk, Verlag W. Kohlhammer, Stuttgart [et al.] 1967, p. 589.
3. ↑  Michael Kotulla: Deutsches Verfassungsrecht 1806-1918. Eine Dokumentensammlung nebst Einführungen. 1. Band: Gesamtdeutschland, Anhaltische Staaten und Baden, Berlin 2006, p. 211.
4. ↑  Ernst Rudolf Huber: Deutsche Verfassungsgeschichte seit 1789. Band III: Bismarck und das Reich. 3e druk, W. Kohlhammer, Stuttgart 1988, p. 750/751.
5. ↑  Willibalt Apelt: Geschichte der Weimarer Verfassung. 2e druk, C. H. Beck’sche Verlagsbuchhandlung. München, Berlin 1964 (1946), p. 101.